# 엘리자베스 키너
엘리자베스 키너(Elizabeth Keener, 1966년 12월 1일 ~ )는 미국의 배우, 텔레비전 배우, 영화배우이다.
마이애미에서 태어났다.

## 방송
- L워드 시즌5

## 영화
- 아시아 A (2018년) - 메건 역
- 더 초즌 (2015년)
- 마이 제너레이션 (2010년)
- 커플로 살아남기 (2010년)
- 뉴욕에서 착하게 살아가는 법 (2010년) - 캐이시 역
- 사랑이 어떻게 변하니? (2008년)
- 돈 많은 친구들 (2006년)
- 더 리시트 (2005년)
- 크로스 브롱스 (2004년)